# Jacques Bouchard

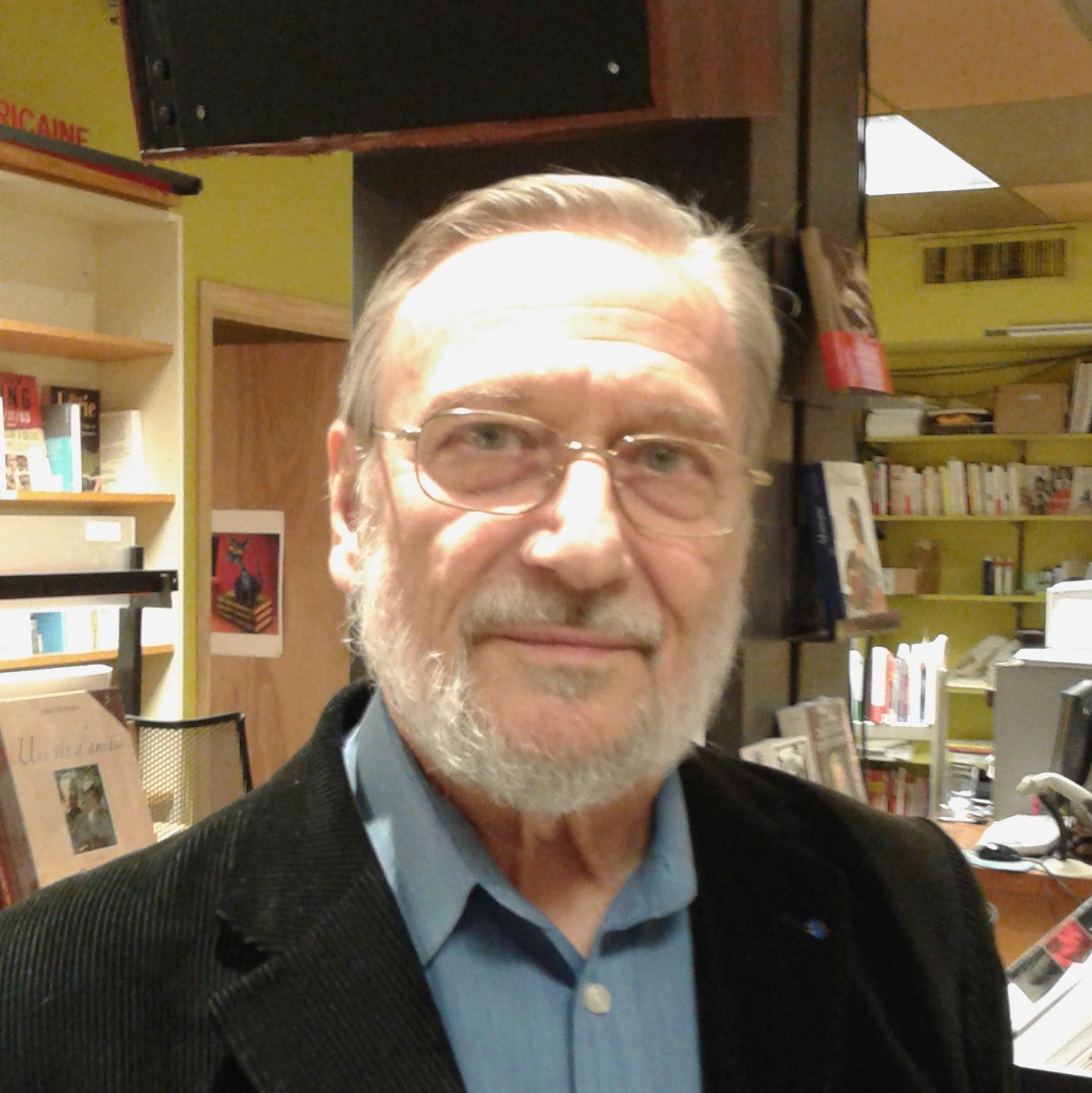
Jacques Bouchard, 2016

Jacques Bouchard (* 3. Dezember 1940 in Trois-Rivières, Québec, Kanada) ist ein frankophoner kanadischer Neogräzist.

## Leben
Nach dem Schulbesuch am Séminaire Saint-Joseph de Trois-Rivières, den er 1962 mit dem baccalauréat ès arts der Universität Laval abschloss, studierte Bouchard dort lettres classiques, ein Studium, das er 1965 mit der licence (magna cum laude) abschloss. Es folgte von 1965 bis 1970 ein Promotionsstudium an der Aristoteles-Universität Thessaloniki und der Nationalen und Kapodistrias-Universität Athen bei Konstantinos Th. Dimaras, Giorgos Savvidis und Georgios Babiniotis. Gegenstand der Dissertation war der Politiker, Historiker und Dichter Georgios Tertsetis (1800–1874). Neben einem Sprachkurs in Neugriechisch (Athen, 1965–1970) absolvierte Bouchard Kurse in Rumänisch (Brașov 1975), Türkisch (McGill University 1983–1984) und Sanskrit (McGill University 1996–1998). 
Von 1970 bis 1973 lehrte er als Professor an der Université Laval Alt- und Neugriechisch, von 1973 an der Université de Montréal neugriechische Literatur und literarische Übersetzung. Von 2001 bis 2007 war er der erste Inhaber des Phrixos-B.-Papachristidis-Lehrstuhls an der McGill University. Zugleich war er Leiter des Centre interuniversitaire d’études néo-helléniques in Montreal.
Sein Interessengebiete sind vor allem die griechische und rumänische Aufklärung und der Surrealismus in Griechenland sowie die literarische Übersetzung. Zu verschiedenen griechischen Schriftstellern des Phanar, des griechischen Stadtteils Istanbuls, von denen einige von 1709 bis 1821 über Moldau und Walachei herrschten, hat er Studien und Übersetzungen vorgelegt. Er ist insbesondere Spezialist für die Dichter Andreas Embirikos (1901–1975), Nikos Engonopoulos (1907–1985), Miltos Sachtouris (1919–2005), Odysseas Elytis (1911–1996), Konstantinos Kavafis (1863–1933) und Nikiforos Vrettakos (1912–1991).

## Auszeichnungen (Auswahl)
- Mitglied der Société Royale du Canada seit 1999
- Goldkreuz (Offizier) des Ordens der Ehre der Hellenischen Republik, verliehen durch den Präsidenten Konstantinos Stefanopoulos, 2005

## Schriften (Auswahl)
- Γεώργιος Τερτσέτης: βιογραφική και φιλολογική μελέτη (1800–1843). Dissertation, Athen 1970
- Stephanos Constantinides, Anthumes, introduction, choix de poèmes et traduction de Jacques Bouchard, Montréal, Le Métèque, 1984
- Nicolas Mavrocordato, Les Loisirs de Philothée, texte établi, traduit et commenté par Jacques Bouchard, avant-propos de C. Th. Dimaras, Athènes, Association pour l’étude des Lumières en Grèce – Montréal, Les Presses de l’Université de Montréal, 1989
- Miltos Sachtouris, Face au mur, cinquante poèmes, traduction Jacques Bouchard, Édition bilingue, Fata Morgana – Institut Français d’Athènes, 1990
- Andréas Embirikos, Haut fourneau, traduction Jacques Bouchard, Actes Sud – Institut Français d’Athènes, 1991
- Pavlos Matessis, L’enfant de chienne, traduction Jacques Bouchard, Paris, Gallimard, 1993
- Margarita Karapanou, Rien ne va plus, traduction Jacques Bouchard, Paris, Gallimard, 1994
- Poètes montréalais de langue grecque, introduction de Jacques Bouchard, traduction par le Groupe de traduction littéraire, Études néo-helléniques de l’Université de Montréal, sous la direction de J. Bouchard, Montréal, Association des écrivains grecs de Montréal, 1995
- Jan de Groot, Vocabulaire homérique, classé par ordre de fréquence (de 10 000 à 10 occurrences), revu et complété par Jacques Bouchard et Lise Cloutier ; adapté en grec moderne par J. Bouchard, Athènes, Typotheto, 1996 (en grec homérique et moderne)
- Pavlos Matessis, L’Ancien des jours, traduction Jacques Bouchard, Institut Français d’Athènes – Actes Sud, 1997
- Andréas Embirikos, Domaine intérieur, traduction Jacques Bouchard, Paris, L’Harmattan, 2001
- Jacques Bouchard, Me ton Andrea Empeiriko para demon oneiron. Deka dokimia („Mit Andreas Embirikos im Land der Träume. Zehn Aufsätze“), Athènes, Agra, 2001
- Zyránna Zatéli, Le crépuscule des loups, traduction Jacques Bouchard, Paris, Seuil, 2001
- Bilie Vemi, L’Arbre qu’on avait mis dans le musée, traduction Jacques Bouchard, Péania, Éditions Bilieto, 2003
- Jacques Bouchard, Nicolae Mavrocordat, domn si carturar al Iluminismului timpuriu (1680–1730), traduction Elena Lazar, Bucarest, Omonia, 2006 [14 articles sur Nicolas Mavrocordatos traduits en roumain]
- Les Phanariotes et l’Aube des Lumières, textes rassemblés par Jacques Bouchard, Montréal, Centre interuniversitaire d’études néo-helléniques de Montréal, 2007